# Vanamõisa (Saaremaa)
Koordinaten: 58° 14′ N, 22° 40′ O
Vanamõisa ist ein Dorf (estnisch küla) auf der größten estnischen Insel Saaremaa. Es gehört zur Landgemeinde Saaremaa (bis 2017: Landgemeinde Pihtla) im Kreis Saare.
Das Dorf hat 67 Einwohner (Stand 31. Dezember 2011). Es liegt auf der Halbinsel Vätta (Vätta poolsaar).